# Терещенко, Михаил Васильевич
Михаил Васильевич Терещенко (16 ноября 1922, Уразово — 30 апреля 2023, Волгоград) — советский военный, ветеран Великой Отечественной войны, кавалер пяти орденов Красной Звезды.

## Биография
Родился 16 ноября 1922 года в городе Уразово Белгородской области.
Воспитывался в  детском доме. В 1940 году был призван в Красную армию. Великую Отечественную встретил, будучи курсантом Гомельского пехотного училища. С боями прошел тяжелый путь отступления до Москвы, участвовал в легендарном Параде 7 ноября 1941 года на Красной площади в Москве. После парада был отправлен на передовую, защищал Москву, прошёл с боями всю войну.
После войны в звании старшего лейтенанта продолжил службу в артиллерийских войсках на ракетном полигоне Капустин Яр, возглавлял одно из направлений военно-космического комплекса СССР (был начальником стартовой команды). Как соратник генерального конструктора С. П. Королёва, Терещенко внес весомый вклад в оборону страны.
Уволился в запас в звании полковника в 1971 году и обосновался с семьей в Волгограде. Здесь почти 20 лет отработал в Волгоградском научно-исследовательском проектном институте автоматизированных систем начальником отдела общесистемных разработок.
C 95-летним юбилеем Михаила Васильевича поздравил Президент РФ Владимир Путин.
Скончался 30 апреля 2023 года на 101-м году жизни. Похоронен на Моторном кладбище Волгограда, рядом с супругой.

## Награды
Награждён пятью орденами Красной Звезды, орденами Отечественной войны I и II степеней и многими медалями, в числе которых «За боевые заслуги» и «За оборону Москвы». Почётный гражданин Волгоградской области (2021).